# Нольозерская
Нольозерская, в верхнем течении Росомаха (Россомаха) — река в России, протекает в Карелии и Мурманской области. Длина реки — 32 км, площадь водосборного бассейна — 281 км² (по данным Государственного водного реестра РФ).
Река берёт начало из озера Елового на высоте 119,6 м над уровнем моря.
Протекает через озёра Рябоярви, Униярви, Верхнее Росомашье, Росомашье, Нольозеро (с притоком из озера Кундомаярви) и Верхняя Пажма. На участке от Росомашьего озера до Нольозера порожиста. В районе Росомашьих озёр принимает в себя два притока с неустановленными названиями.
Протекает в ненаселённой местности к западу от трассы «Кола»; ближайший населённый пункт — Тэдино (около 14 км по прямой на северо-восток от низовья). На Нольозере — бывший населённый пункт и лесопункт, одноимённые озеру.
Впадает на высоте 37,2 м над уровнем моря в Нотозеро, через которое протекает река Лопская, впадающая в озеро Пажма, являющееся частью Ковдозера. Через последнее протекает река Ковда, впадающая, в свою очередь, в Белое море.

## Данные водного реестра
По данным государственного водного реестра России относится к Баренцево-Беломорскому бассейновому округу, водохозяйственный участок реки — Ковда от Иовского гидроузла и до устья. Речной бассейн реки — бассейны рек Кольского полуострова и Карелии, впадает в Белое море.
Код объекта в государственном водном реестре — 02020000612102000001395.